# Западалов, Алексей Иосифович
Алексей Иосифович Западалов  (1870—1938) — священнослужитель Русской православной церкви, протоиерей, кандидат богословия. При Советской власти приверженец иосифлянского движения, один из его руководителей. Репрессирован в 1932 году и казнён карательными органами Советской власти в 1938 году.

## Биография
Родился в деревне Клюкино Ивановской волости, Бежецкого уезда,
Тверской губернии в крестьянской семье.
В 1891 году окончил Вифанскую духовную семинарию, в том же году поступил в Московскую духовную академию, которую окончил в 1895 году.
Начал службу в 1895 году чиновником в Санкт-Петербурге в канцелярии обер-прокурора Святейшего Правительствующего Синода. В 1900 году рукоположен во иерея и начал службу
в Казанской церкви села Тосно Санкт-Петербургской губернии. 20 февраля 1904 года о. Алексея переводят в Павловский собор города Гатчина Санкт-Петербургской губернии, где он служит до 1913 года.
C 18 декабря 1910 года по 1913 год о. Алексей также работает в должности наблюдателя церковно-приходских школ в Санкт-Петербургской епархии. Занимал должность инспектора Св. Синода, являлся помощником наблюдателя за преподаванием Закона Божия в начальных школах Министерства Народного Просвещения до 22 марта 1918 года.
6 мая 1913 года о. Алексей возведён в сан протоиерея, и назначен настоятелем церкви собственной Его Императорского Величества Канцелярии в Петрограде, где служил до 1917 года. 30 ноября 1917 года назначен в церковь во имя Смоленской иконы Божией Матери на Смоленском православном кладбище, где служил до 1925 года.
После кончины поэта Александра Блока о. Алексей руководил церемонией его похорон, и отпел великого поэта в храме Воскресения Христова у Смоленского кладбища.
При возникновении смуты в церкви, сначала примкнул к обновленческому движению на недолгое время, но вскоре стал сторонником Патриарха Тихона и выступал против обновленцев. В ночь на 3 февраля 1924 года арестован властями в Петрограде по делу епископа Мануила и его сторонников, и заключён в тюрьму дома предварительного заключения на Шпалерной улице, 25, где содержался две недели, до 17 февраля того же года, после чего выпущен на свободу за недоказанностью вины. Будучи изгнанным обновленцами с помощью властей из церквей Смоленского кладбища, около 5 лет служил молебны и совершал требы на могилах этого кладбища, безрезультатно добиваясь возвращения себе и своим единомышленникам хотя бы одного храма.
Перешёл к иосифлянам и в 1929 году поступил протоиереем в Церковь Воскресения Христова и Михаила Архангела в Малой Коломне, где служил до 1932 года, затем перестал посещать этот храм, опасаясь своего ареста. С марта по октябрь 1932 года о. Алексей служил в Сретенской церкви на Александровской улице в Полюстрово, а также в Моисеевской церкви на Пороховых, и по-прежнему служил на Смоленском кладбище на могилах блаженных Ирины, Анны Лашкиной (Лукашёвой), Ксении Петербургской и особенно часто — на могиле новомученицы схимонахини Марии Гатчинской (Леляновой).
4 октября 1932 года о. Алексей был арестован ОГПУ, агенты которого устроили обыск по месту проживания о. Алексея на Малом пр., Васильевского острова. Ему было предъявлено обвинение в том, что, «являясь одним из руководителей остатков ИПЦ, состоял во главе Моисеевской к/р ячейки и создал культы почитания могил Марии Гатчинской и бывшего городового Петра Алексеевича Богомолова, организовал группировку последователей ИПЦ и пытался создать такое церковно-монархическое движение, посредством которого ставил целью влиять на органы советской власти с тем, чтобы достичь послабления в репрессиях, направленных против церковно-монархических к/р элементов и добиться возврата ликвидированного штаба к/р организации ИПЦ — храма Воскресения на Крови; устраивал нелегальные собрания последователей ИПЦ, разрабатывал с ними проекты и методы к/р деятельности, составляя декларации правительству, обращения к верующим и листовки, распространяя их среди последователей ИПЦ».

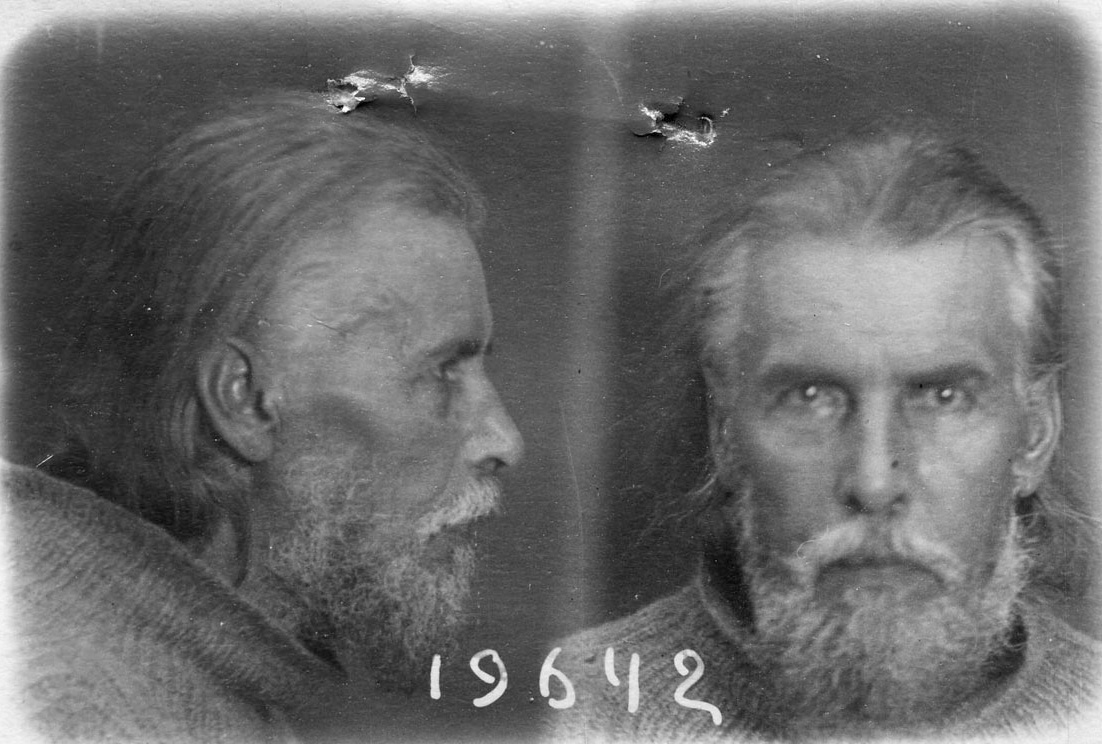
Тюремная фотография, 1932 г.

Постановлением заседания выездной сессии Коллегии ОГПУ от 8 декабря 1932 года протоиерей А. И. Западалов был приговорён к заключению в исправительно-трудовой лагерь сроком на 10 лет. Отца Алексия направили в Лодейнопольское отделение Свирлага близ города Лодейное Поле Ленинградской области на реке Свирь, куда он прибыл по этапу из Ленинграда 22 декабря 1932 года. Сначала о. Алексей выполнял тяжёлые физические работы, а затем работал счетоводом. Работал хорошо, а в свободное время иногда совершал тайные богослужения. Обсуждал с другими заключёнными новости, изредка поступающие с воли.
Весной 1938 года в лагере по доносу о. Алексей был арестован, произвели следствие и 19 марта зам. начальника Управления НКВД по Ленинградской области утвердил обвинительное заключение о контрреволюционной агитации о. Алексея в составе группы заключённых Бесчастного, Новикова и Виноградова. Особая Тройка Управления НКВД по Ленинградской области 29 июня 1938 года приговорила всех четырёх обвиняемых к высшей мере наказания с конфискацией личного имущества. 10 июля того же года приговор был приведён в исполнение.
По делу 1932 года о. Алексей посмертно реабилитирован 18 декабря 1989 года, а по делу 1938 года — 21 июля 1989 года.

## Семья
- Супруга — Мария Алексеевна Никольская, 1878 г. р., свадьба в 1897 г.[7];
  - Сын — Борис (1898—1941), участник революционных событий, агитатор в лейб-гвардии Преображенском полку, в Гражданскую войну участвовал в боях с белыми интервентами, инструктор Политотдела Петроградского укрепленного военного округа (ПУОКР)[8], член Ленсовета[9], умер «где-то на улице в Гавани в декабре блокадного 1941-го»[8].
    - Внук — Игорь, писатель[8][10];

  - Дочь — Вера (1904 г. р.)[7];
  - Дочь — Ольга (1907 г. р.)[7];

## Адреса
- Петроград, Калашниковская наб., 32[11].
- Ленинград, В. О., Малый пр., д. 82, кв.1[12].